# Бирлик (Мугалжарский район)
Бирлик (каз. Бірлік, до 199? г. — Новая База) — село в Мугалжарском районе Актюбинской области Казахстана. Административный центр Кумжарганского сельского округа. Код КАТО — 154851100.

## Население
В 1999 году население села составляло 1010 человек (507 мужчин и 503 женщины). По данным переписи 2009 года, в селе проживали 794 человека (391 мужчина и 403 женщины).